# ريج غور
ريج غور (بالإنجليزية: Reg Gore)‏ (1913 في المملكة المتحدة - 1997 في المملكة المتحدة) هو لاعب كرة قدم بريطاني (وحمل سابقاً جنسية المملكة المتحدة لبريطانيا العظمى وأيرلندا) في مركز الهجوم. لعب مع برمنغهام سيتي ونادي تشيسترفيلد ونادي ريل ونادي سانت ميرين ونادي ساوثبورت ووست هام يونايتد وفريكلي أثلتيك ‏ ونادي كاودينبيث لكرة القدم وSouth Liverpool F.C. ‏.